# Bruxelles-Ingooigem 1986
La Bruxelles-Ingooigem 1986, trentanovesima edizione della corsa, si svolse l'11 giugno su un percorso con arrivo a Ingooigem. Fu vinta dal belga Eric Vanderaerden della squadra Panasonic davanti ai connazionali Eddy Planckaert e Eddy Vanhaerens.

## Ordine d'arrivo (Top 10)
| Pos. | Corridore         | Squadra                         | Tempo |
| ---- | ----------------- | ------------------------------- | ----- |
| 1    | Eric Vanderaerden | Panasonic                       |       |
| 2    | Eddy Planckaert   | Panasonic                       |       |
| 3    | Eddy Vanhaerens   | Fangio-Lois-Mavic               |       |
| 4    | Michel Vermote    | R.M.O.-Meral-Mavic              |       |
| 5    | Carlo Bomans      | Lotto-Merckx-Emerxil            |       |
| 6    | Frank Hoste       | Fagor                           |       |
| 7    | Frank Verleyen    | Transvemij-Van Schilt-Elro      |       |
| 8    | Johan Capiot      | Roland-Van de Ven-Colnago-Lucas |       |
| 9    | Ludo Schurgers    | TeveBlad-Merckx-Santini         |       |
| 10   | Gino Ligneel      | Robland-La Clair Fontain        |       |